# Werkabteilung Perleberg
Koordinaten: 53° 4′ 18″ N, 11° 50′ 54,2″ O

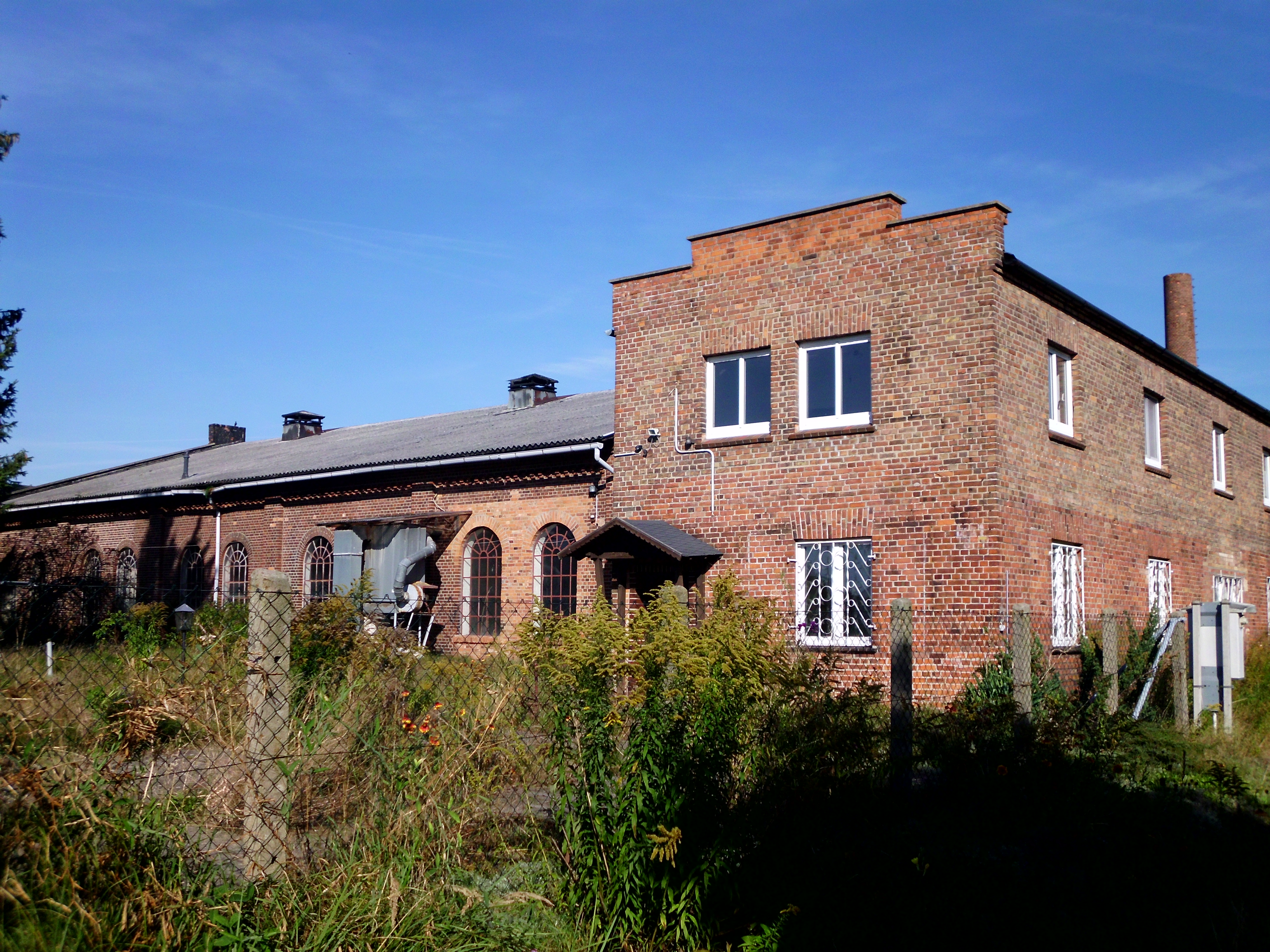
Richthalle des RAW in Perleberg

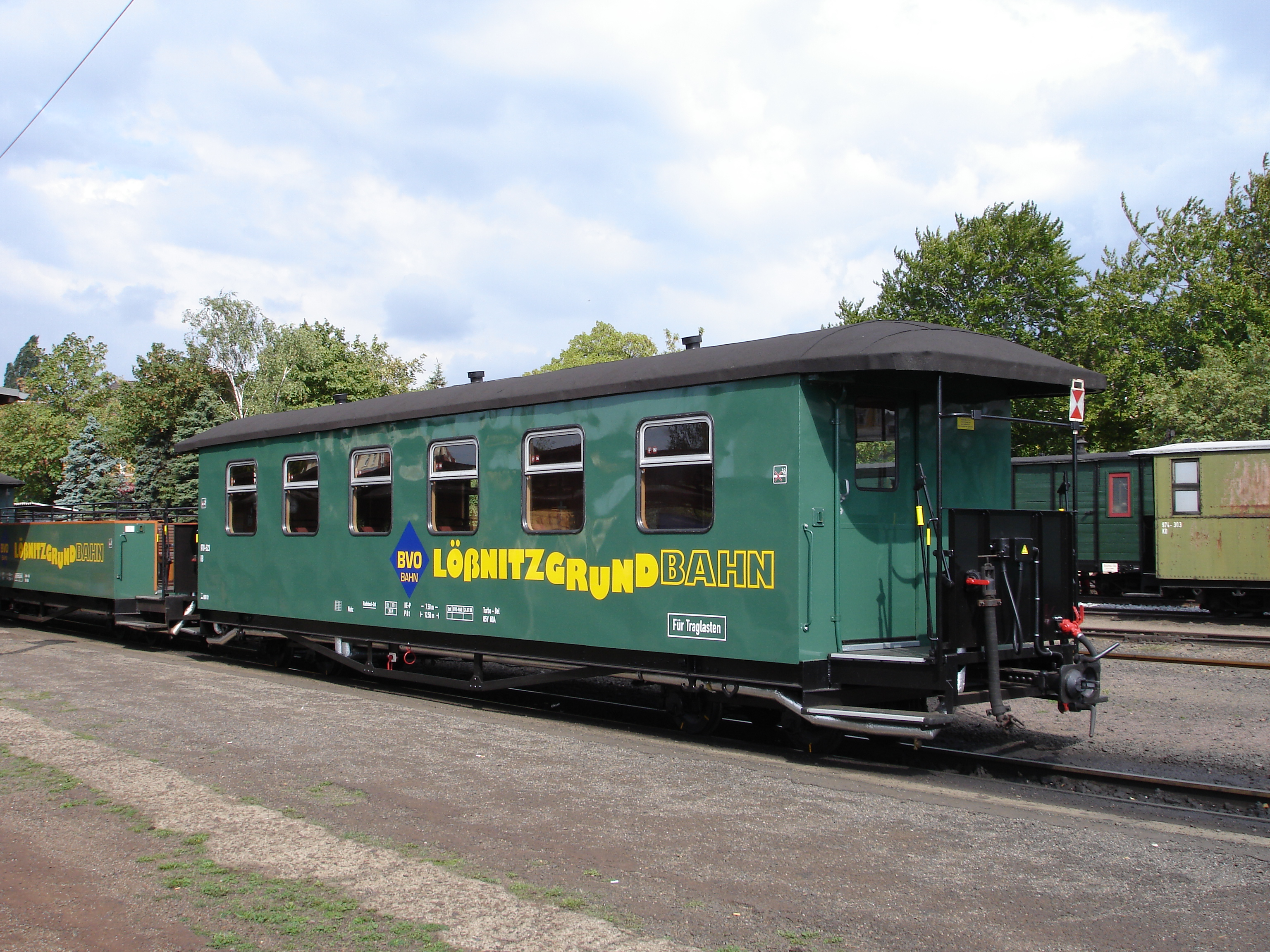
In der Werkabteilung Perleberg rekonstruierter Wagen der Lößnitzgrundbahn

Die Werkabteilung Perleberg des Raw Wittenberge war ein Ausbesserungswerk zur Erhaltung der schmalspurigen Wagen der Deutschen Reichsbahn.

## Geschichte
Die spätere Werkabteilung Perleberg wurde 1911 als Hauptwerkstatt der Kleinbahnen der Kreise West- und Ostprignitz gegründet. Das Werk war für die Instandhaltung aller Lokomotiven und Wagen der Gesellschaft zuständig.
Infolge des Zweiten Weltkrieges wurde die Gesellschaft enteignet, das Vermögen ging 1950 an die Deutsche Reichsbahn über. Die Hauptwerkstatt wurde schließlich als Werkabteilung dem Raw Wittenberge angegliedert. Auch in Regie der DR blieb die Werkabteilung für die Instandsetzung der Schmalspurwagen des Perleberger Netzes zuständig. Ab 1967 übernahm die Werkabteilung schrittweise die Instandsetzung aller schmalspurigen Wagen der DR. Ursprünglich war zu dieser Zeit die Stilllegung sämtlicher Schmalspurstrecken in der DDR vorgesehen, sodass der zu betreuende Wagenbestand sich beständig verminderte.
Erst nach 1974 erhielt das Werk eine neue Perspektive, sollte doch nun ein Teil der Schmalspurbahnen in der DDR langfristig erhalten werden. Nachdem sich eine vorgesehene Neubeschaffung von Reisezugwagen aus finanziellen Gründen zerschlug, begann die Werkabteilung Perleberg mit der grundlegenden Erneuerung der zum Teil schon über 70 Jahre alten vorhandenen Wagen. 1977 wurde der erste Reko-Wagen an die Schmalspurbahn Cranzahl–Oberwiesenthal abgeliefert. In den folgenden Jahren wurde nach und nach fast der gesamte schmalspurige Reisezugwagenpark der Deutschen Reichsbahn umgebaut.
Im März 1992 endete dieses Umbauprogramm mit der Stilllegung des Werkes.